# Emirates Towers
25°13′2″B 55°16′59″Đ / 25,21722°B 55,28306°Đ

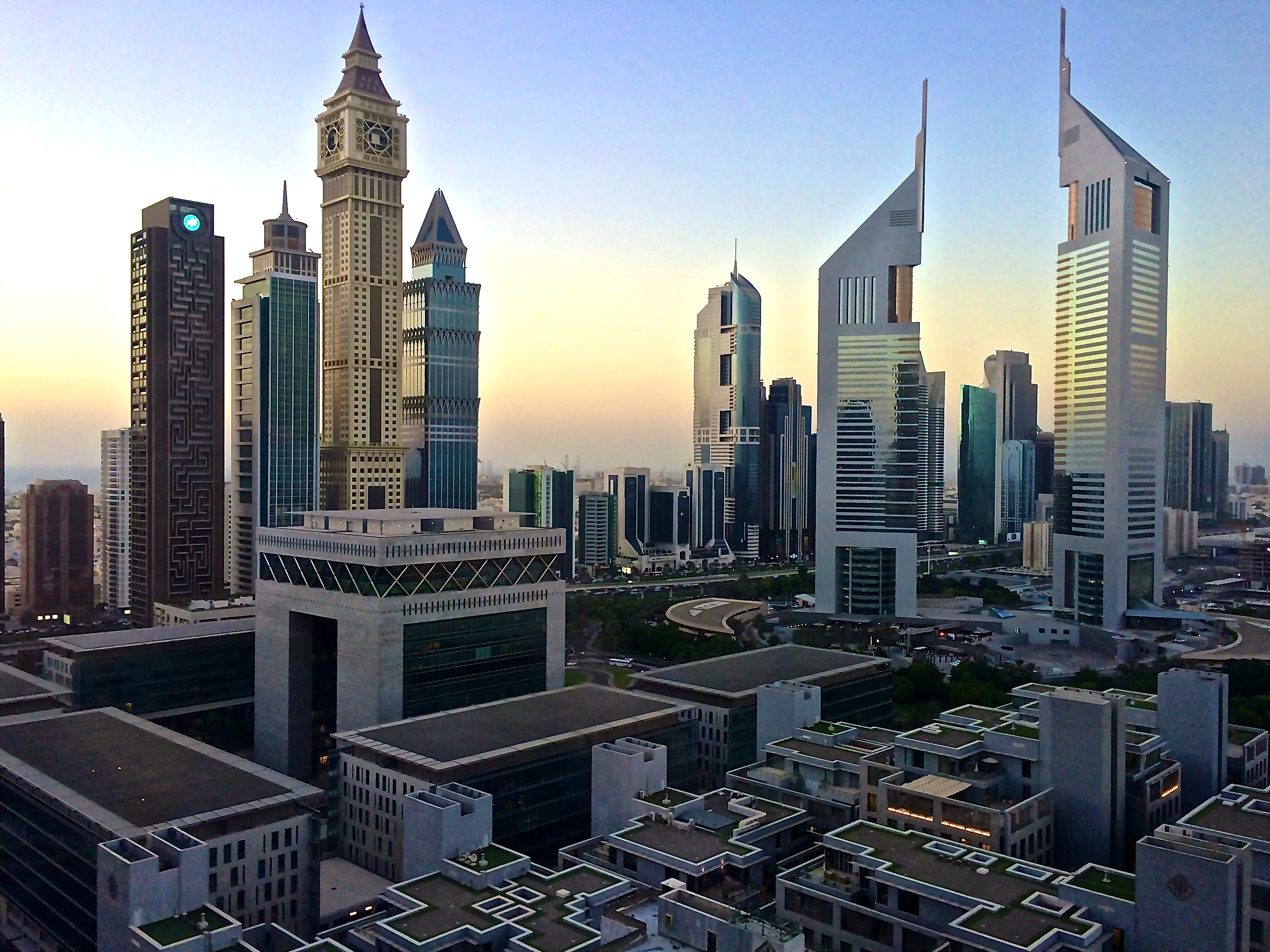
Tháp Emirates ở Dubai nhìn từ khu chung cư Sky Gardens phía trước Trung tâm tài chính quốc tế Dubai (DIFC)

Tổ hợp Emirates Towers gồm các tòa nhà chọc trời Tháp văn phòng Emirates và Khách sạn Jumeirah Emirates Towers, tháp thứ nhất cao thứ 12 (355 m, 1163 ft) và tháp thứ hai cao thứ 29 (309 m, 1014 ft) trong các tòa nhà cao nhất thế giới hiện còn đứng, và một tổ hợp bán lẻ rộng 9.000 m² (96.875 ft²) hai tầng có tên gọi The Boulevard nối hai tòa tháp. Tổ hợp này tọa lạc trên Đường Sheikh Zayed ở Dubai, Các Tiểu Vương quốc Ả Rập Thống nhất. Hai tháp này là biểu tượng của thành phố Dubai.